# MTHFD2
MTHFD2 (англ. Methylenetetrahydrofolate dehydrogenase (NADP+ dependent) 2, methenyltetrahydrofolate cyclohydrolase) – білок, який кодується однойменним геном, розташованим у людей на короткому плечі 2-ї хромосоми.  Довжина поліпептидного ланцюга білка становить 350 амінокислот, а молекулярна маса — 37 895.
| 10         |  | 20         |  | 30         |  | 40         |  | 50         |
| ---------- |  | ---------- |  | ---------- |  | ---------- |  | ---------- |
| MAATSLMSAL |  | AARLLQPAHS |  | CSLRLRPFHL |  | AAVRNEAVVI |  | SGRKLAQQIK |
| QEVRQEVEEW |  | VASGNKRPHL |  | SVILVGENPA |  | SHSYVLNKTR |  | AAAVVGINSE |
| TIMKPASISE |  | EELLNLINKL |  | NNDDNVDGLL |  | VQLPLPEHID |  | ERRICNAVSP |
| DKDVDGFHVI |  | NVGRMCLDQY |  | SMLPATPWGV |  | WEIIKRTGIP |  | TLGKNVVVAG |
| RSKNVGMPIA |  | MLLHTDGAHE |  | RPGGDATVTI |  | SHRYTPKEQL |  | KKHTILADIV |
| ISAAGIPNLI |  | TADMIKEGAA |  | VIDVGINRVH |  | DPVTAKPKLV |  | GDVDFEGVRQ |
| KAGYITPVPG |  | GVGPMTVAML |  | MKNTIIAAKK |  | VLRLEEREVL |  | KSKELGVATN |
|            |  |            |  |            |  |            |  |            |

A: Аланін

C: Цистеїн

D: Аспарагінова кислота

E: Глутамінова кислота

F: Фенілаланін

G: Гліцин

H: Гістидин

I: Ізолейцин

K: Лізин

L: Лейцин

M: Метіонін

N: Аспарагін

P: Пролін

Q: Глутамін

R: Аргінін

S: Серин

T: Треонін

V: Валін

W: Триптофан

Кодований геном білок за функціями належить до оксидоредуктаз, гідролаз. 
Задіяний у таких біологічних процесах як одновуглецевий метаболізм, ацетиляція, альтернативний сплайсинг. 
Білок має сайт для зв'язування з НАД, іоном магнію. 
Локалізований у мітохондрії.